# Darkwell
Darkwell est un groupe autrichien de metal gothique, originaire d'Innsbruck, Tyrol.

## Histoire
Darkwell obtient un contrat d'enregistrement chez Napalm Records dès l'année de sa création. L'année suivante, ils partent en tournée avec Tristania et The Sins of Thy Beloved. En raison de leur succès, ils sont invités au Wave-Gotik-Treffen 2003 et partent ensuite en tournée avec Graveworm et Vintersorg. En 2004, Darkwell effectue une tournée européenne dans une nouvelle formation avec Atrocity, Leaves' Eyes et Battlelore, qui comprend également un concert au Metal Female Voices Fest. Des vidéos du groupe sont diffusées sur des chaînes musicales (par exemple VIVA).
Après la sortie de l'album Metat[r]on,,, reportée deux ans, les activités se ralentissent. Le dernier concert a lieu en 2007. En septembre 2016, après une longue pause ainsi qu'un changement de label, leur troisième album studio, Moloch, sort chez Massacre Records,. En 2019, ils annoncent sur leur page Facebook une nouvelle pause « qui ne devrait pas durer longtemps ».

## Membres

### Derniers membres
- Mathias Nussbaum - guitare
- Moritz Neuner - guitare
- Raphael Lepuschitz - claviers
- Roland Wurzer - basse
- Stephanie Luzie (Meier) - voix

### Anciens membres
- Alexandra Pittracher - chant
- Christian Filip - claviers
- Roman Wiencke - guitare

## Discographie
- 2000 : Suspiria (album, Napalm Records)
- 2002 : Conflict of Interest (EP, Napalm Records)
- 2004 : Strange (single)
- 2006 : Metat[r]on (album, Napalm Records)
- 2016 : Moloch (album, Massacre Records)